# Adobe Flash
Adobe Flash (abans del 2005 Macromedia Flash) es refereix tant al programa d'edició multimèdia com a l'Adobe Flash Player, escrit i distribuït per Adobe, que utilitza gràfics vectorials, imatges de mapa de bits, so, codi i flux de vídeo i àudio bidireccional (el flux de pujada només està disponible si s'usa junt amb l'Adobe Flash Communication Server). En el sentit estricte, Macromedia Flash és l'entorn i Flash Player és el programa de màquina virtual usat per executar els arxius Flash.
Els fitxers de Flash, generalment amb extensió SWF, poden aparèixer a les pàgines web per ser vistos amb el reproductor Adobe Flash Player o Gnash.
A les versions més noves, Adobe ha ampliat Flash perquè pugui crear elements multimèdia i interactius per Internet.

## Seguretat
Flash Player usa un model de seguretat Sandbox, la qual cosa significa que les aplicacions Flash que s'estan reproduint al navegador disposen de recursos molt estrictes i limitats disponibles per a ells. Les aplicacions, per exemple, no poden llegir dades del disc dur (excepte les dades com cookies que ells mateixos han escrit, anomenades Shared Objects). A partir del llançament de Flash Player 7, només es poden comunicar amb el nom de domini que ells van originar, a menys que sigui explícitament permès per un altre domini.
Flash Player és, com qualsevol altra aplicació que tracta fitxers rebuts d'Internet, susceptibles a atacs. Els fitxers especialment elaborats podrien fer que l'aplicació funciones malament, permetent l'execució potencial de codi maligne. No es té coneixement de problemes reals i concrets, però l'extensió del Player ha tingut defectes de seguretat que teòricament podrien haver deixat vulnerable un ordinador a atacs remots per un problema de seguretat del desembre de 2002, que es tracta d'una advertència pública i el pegat de Macromedia). No s'han publicat més incidents de seguretat des d'aleshores. Flash Player es considera segur d'usar.
Els fitxers de les aplicacions Flash es poden descompilar fàcilment per extreure gràfics, sons i codi a partir dels fitxers swf. Per exemple, un programa lliure anomenat Flasm permets als usuaris extreure ActionScript a partir d'un fitxer swf com a màquina virtual de llenguatge intermedi ("byte-code"), editar-lo, i posteriorment tornar a inserir-lo al fitxer. L'ofuscació dels fitxers swf fa pràcticament impossible l'extracció en la majoria de casos.

## Influència
La naturalesa i el renom de Flash han tingut una gran influència en el disseny gràfic. La seva funció rotoscoping ha conduït a una gran popularitat els seus gràfics de vector amb rotoscope, realitzats amb colors pastel de les eines d'autoria de Flash. Molts flyers, anuncis, revistes i fins i tot llocs web que no usaven Flash han adoptat aquest estil gràfic.

## API
La Interfície de Programació d'Aplicacions de Flash està basada amb Javascript-C, és a dir, els comandes de C++ no s'interpreten directament des de C/C++, sinó amb Javascript, és a dir, dona més flexibilitat al desenvolupador en vista a l'ampliació i personalització de l'aplicació. Al tractar-se de codi obert (que es pot ampliar amb les APIs de JS), no com abans el Flash 7, que era el programa amb C++.
És cert que la interfície de programació de Flash està basada en JavaScript, però basant-se en aquest llenguatge va ser creat ActionScript, a simple vista pot semblar que javascript i actionScript són iguals, però no, per una part JavaScript és un llenguatge de programació estructurada (també podríem anomenar-lo modular) i a més es va usar per donar-li interactivitat, a pàgines web, d'altra banda ActionScript des de la versió 2.0 passa de ser programació estructurada a ser programació orientada a objectes, que tracta de veure l'entorn de programació com el món real, on cada objecte té propietats (com el color, la forma i la ubicació) i mètodes (esborrar text, parar la línia del temps, carregar variables...), a més ens trobem amb el llenguatge més estricte i ample on es poden crear les classes pròpies.
Des de Flash 6 s'integren flotadors, és a dier, finestres d'eines, com la de colors, eines, ajuda...
Els components, són una espècie de movieClips, ja construïts que venen de diversos tipus, com els uiComponents, o els components d'interfície, tots aquests creats per l'equip de Macromedia, per simplificar i estalviar temps.
Una vegada llest el fitxer .fla es procedeix a compilar, que és el procés on s'ajunta tant la pel·lícula com el codi, per crear l'executable, o el .swf, o si més si es desitja, que ja Flash pot exportar la pel·lícula final de diverses maneres, des de treure la pàgina .html, amb el codi per ficar-hi el swf, passant per exportar el .png, .jpg i gif fins a exportar el .swf o un .exe.
En pròximes edicions, es pensa afegir al Flash una actualització de l'ActionScript 2.0 i obtenir e. 3.

## Controvèrsia amb Flash
Flash és un programari propietari i això pot limitar la llibertat que Internet sempre ha tingut. Per aquests motius s'està desenvolupant el projecte Gnash mitjançant enginyeria inversa.